# Euphoria (Original Score from the HBO Series)
Euphoria (Original Score from the HBO Series) — саундтрек, написанный Labrinth для первого сезона американского подросткового драматического телесериала от HBO «Эйфория», вышедший 4 октября 2019 года.

## Об альбоме
Цифровая версия вышла 4 октября 2019 года, физическое издание в виде виниловой пластинки вышло 10 января 2020 года. О написании треков для альбома Labrinth сказал: «Это была сбывшаяся мечта — дать крылья и добавить волшебства к различным сюжетным линиям. Это были совместные усилия Сэма Левинсона, съемочной группы и актёров — я только добавил текстуру к уже феноменальному шоу. Я надеюсь, что любой, кто слушает музыку, что-то чувствует». Изначально продюсер не хотел использовать свой голос для альбома, но создатель и продюсер сериала Сэм Левинсон убедил его использовать, услышав демо-версию.
Жанром альбома является госпел, электроника, оркестровая музыка и мелодичный хаус. Также присутствуют элементы соула, R&B, смус-джаза, джангла и хип-хопа.

## Коммерческий успех
Альбом попал на 79 место в Billboard 200 и 79 место в Soundtrack Albums. Он также получил золотую сертификацию в Дании и Новой Зеландии.

## Список композиций
| №                   | Название                   | Длительность |
| ------------------- | -------------------------- | ------------ |
| 1.                  | «New Girl»                 | 1:02         |
| 2.                  | «Formula»                  | 1:31         |
| 3.                  | «Preparing for Call»       | 0:28         |
| 4.                  | «Forever»                  | 3:22         |
| 5.                  | «Planning Date»            | 1:41         |
| 6.                  | «Nate Growing Up»          | 2:33         |
| 7.                  | «Home from Rehab»          | 0:43         |
| 8.                  | «We All Knew»              | 3:01         |
| 9.                  | «Say Goodnight»            | 0:43         |
| 10.                 | «Shy Guy»                  | 1:25         |
| 11.                 | «Following Tyler»          | 1:28         |
| 12.                 | «Still Don't Know My Name» | 2:33         |
| 13.                 | «Kat's Denial»             | 1:30         |
| 14.                 | «Slideshow»                | 0:56         |
| 15.                 | «Family Vacation»          | 0:22         |
| 16.                 | «Grapefruit Diet»          | 1:35         |
| 17.                 | «WTF Are We Talking For»   | 2:51         |
| 18.                 | «Euphoria Funfair»         | 10:07        |
| 19.                 | «The Lake»                 | 3:45         |
| 20.                 | «Maddy's Story»            | 4:51         |
| 21.                 | «Demanding Excellence»     | 3:30         |
| 22.                 | «McKay & Cassie»           | 1:32         |
| 23.                 | «Gangster»                 | 2:30         |
| 24.                 | «When I R.I.P.»            | 2:54         |
| 25.                 | «Arriving at the Formal»   | 5:58         |
| 26.                 | «Virgin Piña Coladas»      | 0:22         |
| 27.                 | «Mount Everest»            | 2:39         |
| Общая длительность: | Общая длительность:        | 63:13        |